# Guido Citterio
Guido Citterio (Milano, 14 luglio 1931 – Milano, 27 gennaio 2025) è stato un pattinatore di velocità su ghiaccio italiano.

## Biografia
Nato nel 1931 a Milano, a 20 anni partecipò ai Giochi olimpici di Oslo 1952, nei 500 e 1500 m, piazzandosi rispettivamente al 38º posto in 48"2 e al 32º in 2'30"8.
Quattro anni dopo prese parte di nuovo alle Olimpiadi, quelle di Cortina d'Ampezzo 1956, sempre nei 500 e 1500 m, terminando 22º in 43"1 e 27º in 2'16"5.